# ネロンモデル
代数幾何学において、デデキント整域 R の商体 K 上定義された アーベル多様体 AK の ネロンモデル (Néron model)、あるいはネロン極小モデル (Néron minimal model)、極小モデル (minimal model) とは、AK の Spec(K) から Spec(R) への「押し出し」であり、いいかえれば、AK に対応する R 上定義された「最良の」群スキームである。
アンドレ・ネロンは剰余体が完全であるようなデデキント整域の商体上定義されたアーベル多様体に対しネロンモデルを構成し、ミシェル・レイノーはこの構成をすべてのデデキント整域上の準アーベル多様体 (semiabelian variety) に対して拡張した。

## 定義
R をデデキント整域、K を R の商体とし、AK を K 上の滑らかで分離的なスキーム（例えばアーベル多様体）とする。
このとき、AK のネロンモデルとは、生成点におけるファイバーが AK であるような R 上の滑らかで分離的なスキーム AR であって、次の普遍性をみたすもののことである。
R 上の任意の滑らかで分離的なスキーム X に対し、XK から AK への任意の K 上の射が X から AR への R 上の射に一意的に拡張される。
特に、標準的な写像 AR(R) → AK(K) は同型射である。
上の普遍性より、ネロンモデルが存在すれば、それは一意な同型を除き一意的に定まる。
層のことばを用いれば、ネロンモデルは次のように特徴づけることができる。
Spec(K) 上のスキーム A により表現される関手は、Spec(K) 上の滑らかなスキームのなす圏に平滑位相 (smooth topology) を備えた景上の層を定める。
この層の Spec(K) から Spec(R) への単射による順像は Spec(R) 上の層を定める。
この層があるスキームにより表現可能であれば、そのスキームが A のネロンモデルとなる。
一般に、スキーム AK がネロンモデルをもつとは限らない。
アーベル多様体 AK に対してはネロンモデルは存在して、R 上の準射影的な可換群スキームとなる。
ネロンモデルの Spec(R) の閉点におけるファイバーは滑らかな可換代数群であるが、アーベル多様体であるとは限らない。
たとえば、不連結であったり、トーラスであったりする場合もある。
ネロンモデルは、アーベル多様体以外の特定の可換群に対しても存在するが、それらは局所有限型にしかならない。
ネロンモデルは加法群 Ga に対しては存在しない。

## 性質
- ネロンモデルをとる操作は、積と交換する[8]。
- ネロンモデルをとる操作は、エタール射による底変換（英語版） (base change) と交換する[9]。
- アーベルスキーム AR は、その生成点におけるファイバーのネロンモデルである[10]。

## 楕円曲線のネロンモデル
K 上の楕円曲線 AK のネロンモデルは、次のように構成できる。
まず、代数曲面（もしくは数論的曲面）の意味での R 上の極小モデルを構成する。
これは R 上の正則かつ固有な曲面だが、一般には R 上滑らかでも、R 上の群スキームでもない。
その極小モデルの R 上滑らかな点のなす部分スキームが AK のネロンモデルとなる。
これは R 上の滑らかな群スキームであるが、R 上固有であるとは限らない。
一般に、そのファイバーはいくつかの既約成分をもつことがあり、ネロンモデルを構成するためには、すべての重複する既約成分、2 つの既約成分が交わるすべての点、既約成分のすべての特異点を捨て去る必要がある。
テイトのアルゴリズム (Tate's algorithm) により、楕円曲線のネロンモデルの特異ファイバー、より正確には、ネロンモデルを含む極小曲面のファイバーを計算できる。